# Пила (округ Лученец)
Пила (словац. Píla) — село, громада округу Лученець, Банськобистрицький край, центральна Словаччина, регіон Новоград. Кадастрова площа громади — 7,55 км².
Населення 255 осіб (станом на 31 грудня 2017 року).

## Історія
Пила згадується в 1456 році.

## Населення
| Рік:            | 1994. | 2004.    | 2014.   | 2024.   |
| --------------- | ----- | -------- | ------- | ------- |
| Кількість осіб: | 293   | 262      | 265     | 251     |
| Різниця:        |       | -10,58 % | +1,14 % | -5,28 % |

| Рік:            | 2023. | 2024.   |
| --------------- | ----- | ------- |
| Кількість осіб: | 251   | 251     |
| Різниця:        |       | +1,42 % |